# Primeira invasão francesa de Portugal

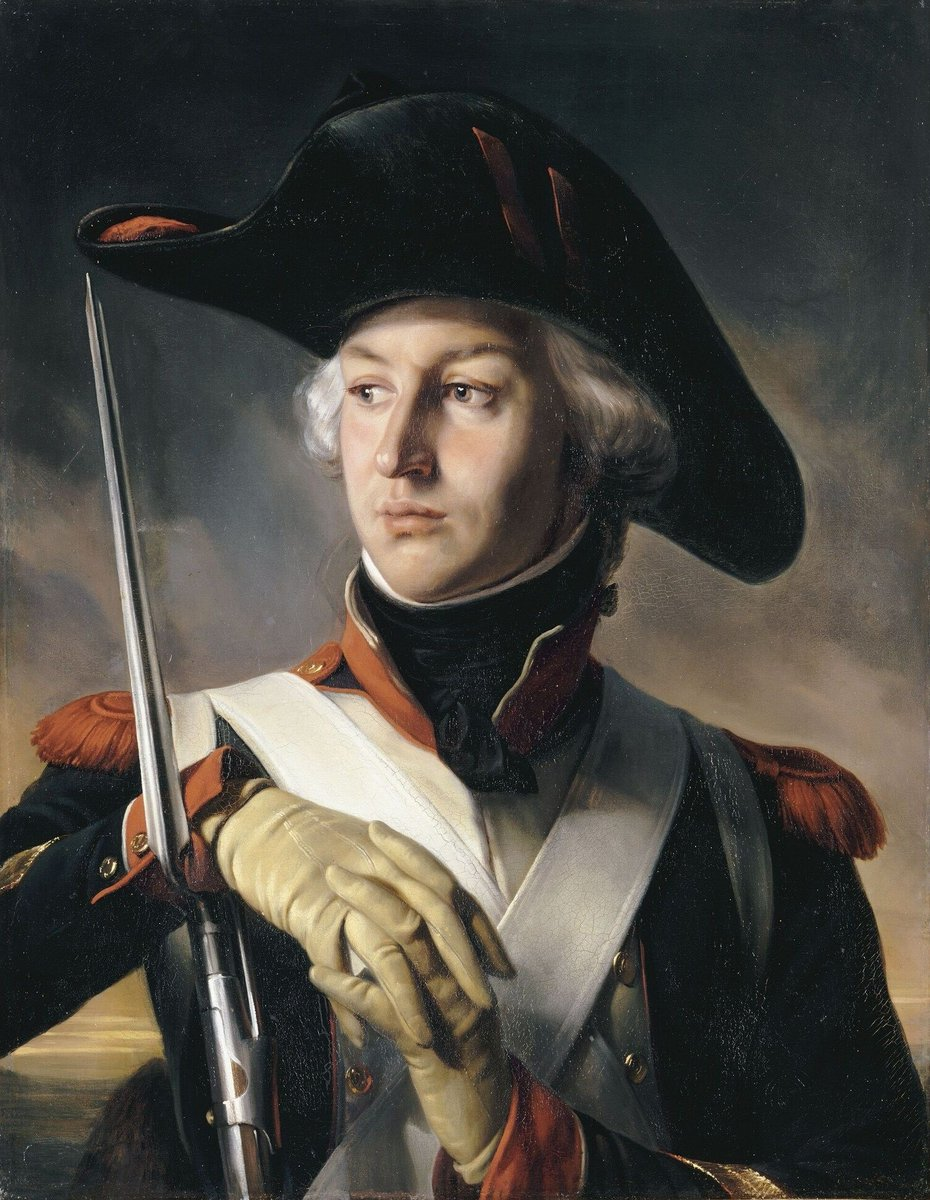
Junot, comandante das forças invasoras franco-espanholas em 1807-1808.

A Primeira invasão francesa de Portugal insere-se, por um lado, no plano de Napoleão Bonaparte para impor o Bloqueio Continental a toda a Europa (1806), visando a acabar com o poderio económico e militar do Reino Unido; por outro lado, enquadra-se na dinâmica expansionista da França Napoleónica. Entre 1807 e 1810, Napoleão ordenou três invasões a Portugal, país que se recusou a aplicar o Bloqueio Continental, mas em todas elas foram derrotadas. Napoleão tentara invadir a Inglaterra em 1805, mas os preparativos da campanha naval foram arrasados pelos ingleses, após a grande derrota dos franceses na Batalha de Trafalgar, próximo ao estreito de Gibraltar.
Para seguir mais facilmente os acontecimentos, são apresentadas duas cronologias: uma que se limita aos acontecimentos da Primeira Invasão Francesa, a Cronologia da Primeira Invasão Francesa; outra que enquadra esses acontecimentos num conjunto mais vasto, a Cronologia comparada da Primeira Invasão Francesa.

## Antecedentes
Em 1789, eclodiu a Revolução Francesa e iniciou-se uma guerra entre a França revolucionária e a Europa conservadora, na qual, potências como a Áustria, Prússia, a Rússia, Espanha e Portugal lutaram para preservar as suas independências e fronteiras. Com o Reino Unido, a França disputou a liderança política e económica.
Com a preocupação de salvaguardar as suas fronteiras e os domínios ultramarinos da ameaça francesa, Portugal assinou, em 1793, tratados com a Espanha e o Reino Unido e enviou uma força, na qualidade de auxiliar do exército espanhol, para participar na Campanha do Rossilhão. O Tratado de Basileia (22 de julho de 1795) pôs fim ao conflito e Portugal procurou manter daí em diante uma posição de neutralidade que, na realidade, não tinha força para manter.

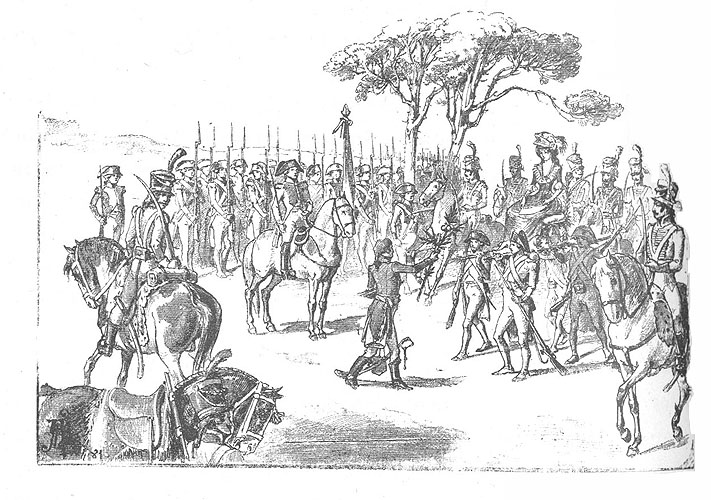
Manuel de Godoy entregando um ramo com laranjas, para a rainha Maria Luísa de Parma. Ilustração de Benito Pérez Galdós.

Em 1801, a Guerra das Laranjas não foi apenas um conflito entre Portugal e Espanha. Na realidade, esta era continuamente pressionada pela França para invadir Portugal e fechar, desta forma, os portos portugueses ao comércio britânico. Em Janeiro de 1801 foi assinada uma Convenção entre a França e a Espanha, que deu origem a um ultimato a Portugal para pôr termo à aliança com o Reino Unido, fechar os seus portos àquela potência e abri-los à França e Espanha, além de outras questões importantes. Caso Portugal não aceitasse os termos do ultimato seria invadido pelo exército espanhol, com o auxílio francês. Em desvantagem, e procurando evitar que a invasão fosse muito além da fronteira do Alentejo, Portugal assinou o Tratado de Badajoz, em 6 de Junho de 1801, com perdas económicas, territoriais e o encerramento dos portos do Reino e de todos os seus domínios aos navios britânicos. Portugal procurou não hostilizar a França ou a Espanha mas não podia afastar a aliança britânica porque esta era a garantia do seu acesso aos domínios ultramarinos, fundamentais para a manutenção da sua economia.
No dia 21 de Outubro de 1805, na Batalha de Trafalgar, Napoleão perdeu o controlo do Atlântico e tornou-se impossível a invasão francesa das Ilhas Britânicas. A luta entre a França e o Reino Unido, para além dos confrontos militares das coligações, iria então situar-se no campo económico. Nos anos seguintes, 1806 e 1807, dão-se dois acontecimentos importantes para Portugal: o Decreto de Berlim de 21 de Novembro de 1806, que determinava o Bloqueio Continental, e as assinaturas dos Tratados de Tilsit, com a Rússia (secreto, 7 de Julho de 1807) e com a Prússia (público, 9 de julho de 1807), na localidade de Tilsit, hoje Sovetsk.
O Bloqueio Continental consistiu em impedir o acesso dos navios do Reino Unido a portos dos países então submetidos ao domínio do Império Francês. Com o decreto de Berlim procurava-se isolar e asfixiar economicamente o Reino Unido, impedindo as suas relações comerciais com os principais consumidores da sua produção industrial. As acções de bloqueio aos portos franceses e o aprisionamento de alguns navios franceses pela armada britânica deram a Napoleão o pretexto para esta acção. Se Portugal aderisse ao Bloqueio Continental, o que significava hostilizar o Reino Unido, certamente perderia a possibilidade de assegurar as linhas de comunicação com os seus domínios ultramarinos. Além disso, perdendo os benefícios da aliança com os Britânicos, embora não hostilizando os Franceses, não ficava a salvo das ambições espanholas. Portugal não aderiu ao Bloqueio Continental e a sua política externa continuou a oscilar entre as pressões britânicas, cuja assistência se mostrava indispensável, tanto económica como militarmente, e a França cada vez mais ameaçadora.
Após a destruição do exército russo na Batalha de Friedland (hoje chamada Pravdinsk), em 14 de Junho de 1807, o Czar Alexandre I acedeu a assinar o Tratado de Tilsit. Duas das consequências deste tratado foram a adesão da Rússia ao Bloqueio Continental e o fim da Quarta Coligação. A assinatura do tratado com a Prússia, que tinha sido derrotada no ano anterior na Batalha de Jena, integrava também este reino e uma vasta região do Báltico no Bloqueio Continental. Mas o Tratado de Tilsit, ao pôr um fim à Quarta Coligação, libertava recursos a Napoleão para intervir na Península Ibérica. Esta intervenção, com o objectivo declarado de dominar Portugal, depressa revelou a sua verdadeira dimensão ao procurar também o domínio de Espanha. Entretanto, Espanha e França assinavam o Tratado de Fontainebleau em 27 de Outubro de 1807.
O Tratado de Fontainebleau estipulava a invasão franco-espanhola de Portugal, as permissões e apoios necessários para as tropas francesas atravessarem a Espanha e a divisão do Reino Português e seus domínios entre os signatários. Quando este tratado foi assinado já se reunia em Bayonne, cidade francesa junto à fronteira com Espanha, o 1.ª Corpo de Observação da Gironda, sob o comando de Junot. Quando o tratado foi assinado já o exército francês marchava em direcção a Portugal.

## Ocupação
O 1º Corpo de Observação da Gironda, sob o comando do general Junot, com um efectivo de aproximadamente 25 000 homens, iniciou a travessia do rio Bidassoa no dia 18 de Outubro de 1807. Depois de entrar em Espanha, o exército de Junot dirigiu-se para Salamanca onde, após ter percorrido quase 500 km em 25 dias, numa marcha calma de cerca de 20 km/dia, chegou no dia 12 de Novembro. Aí, Junot recebeu instruções para apressar a marcha porque, pelas notícias recebidas, cada dia que passava crescia a influência britânica com o perigo de fazerem chegar tropas a Portugal ou, pelo menos, ser organizada a resistência ao invasor. De Salamanca, Junot dirigiu-se para Alcântara, na fronteira com Portugal, a meio caminho de Lisboa.

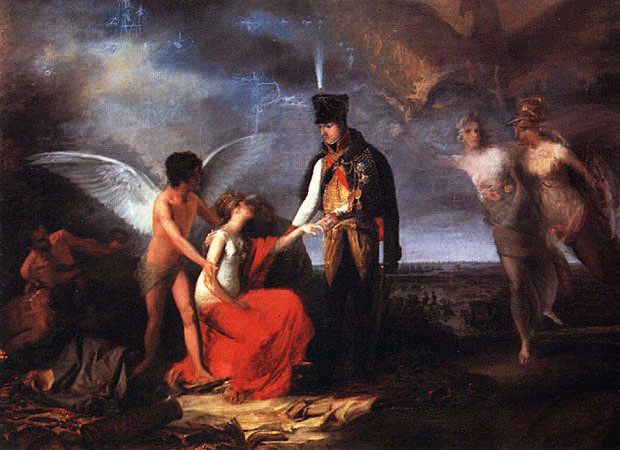
Junot Protegendo a Cidade de Lisboa (1808), de Domingos Sequeira, pintura a óleo sobre tela, 73,5 x 100 cm, no Museu Nacional de Soares dos Reis, Porto.

Segundo as ordens de Napoleão que lhe foram transmitidas em Salamanca, Junot devia entrar em Portugal pelo vale do Tejo. Este era o eixo de progressão mais curto e que atravessava as regiões onde era previsível que houvesse menos resistência da parte dos Portugueses pois lá não havia fortalezas. Assim, Junot chegaria rapidamente a Lisboa e aprisionaria a família real portuguesa. Todas as premissas estavam certas, excepto que a estrada que iria permitir um rápido movimento dos Franceses, só existia no mapa. Na realidade, seguindo as instruções do Príncipe Regente, não houve resistência ao invasor mas o terreno, as péssimas vias de comunicação e as condições atmosféricas, quase destruíram o exército invasor. Além daquelas dificuldades, a quase impossibilidade em adquirir abastecimentos para as tropas tornavam a marcha ainda mais penosa.

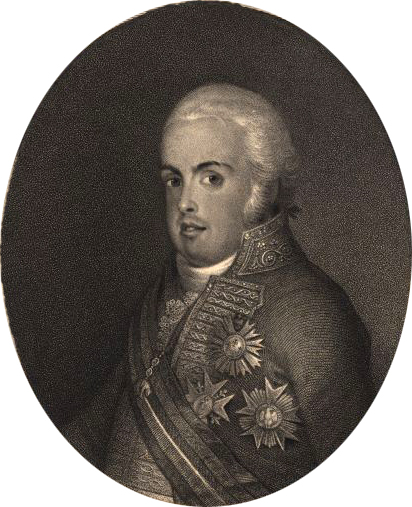
O Príncipe-regente Dom João de Bragança em 1804.

 Em Alcântara, Junot recebeu o reforço de uma força espanhola com um efectivo de 9 500 homens e sob o comando do general Caraffa. Além desta força que participava no principal corpo de invasão, duas outras foram também atribuídas: vinda de Vigo (na Galiza), uma força de 6 500 homens sob comando do general Taranco com destino ao Porto e à região do baixo Douro; vinda de Badajoz, com 9 500 homens, sob comando do general Solano, Capitão-general da Andaluzia, para se apoderar de Elvas e marchar para Lisboa pela margem Sul do Tejo. A maior parte das forças francesas foi para Lisboa.

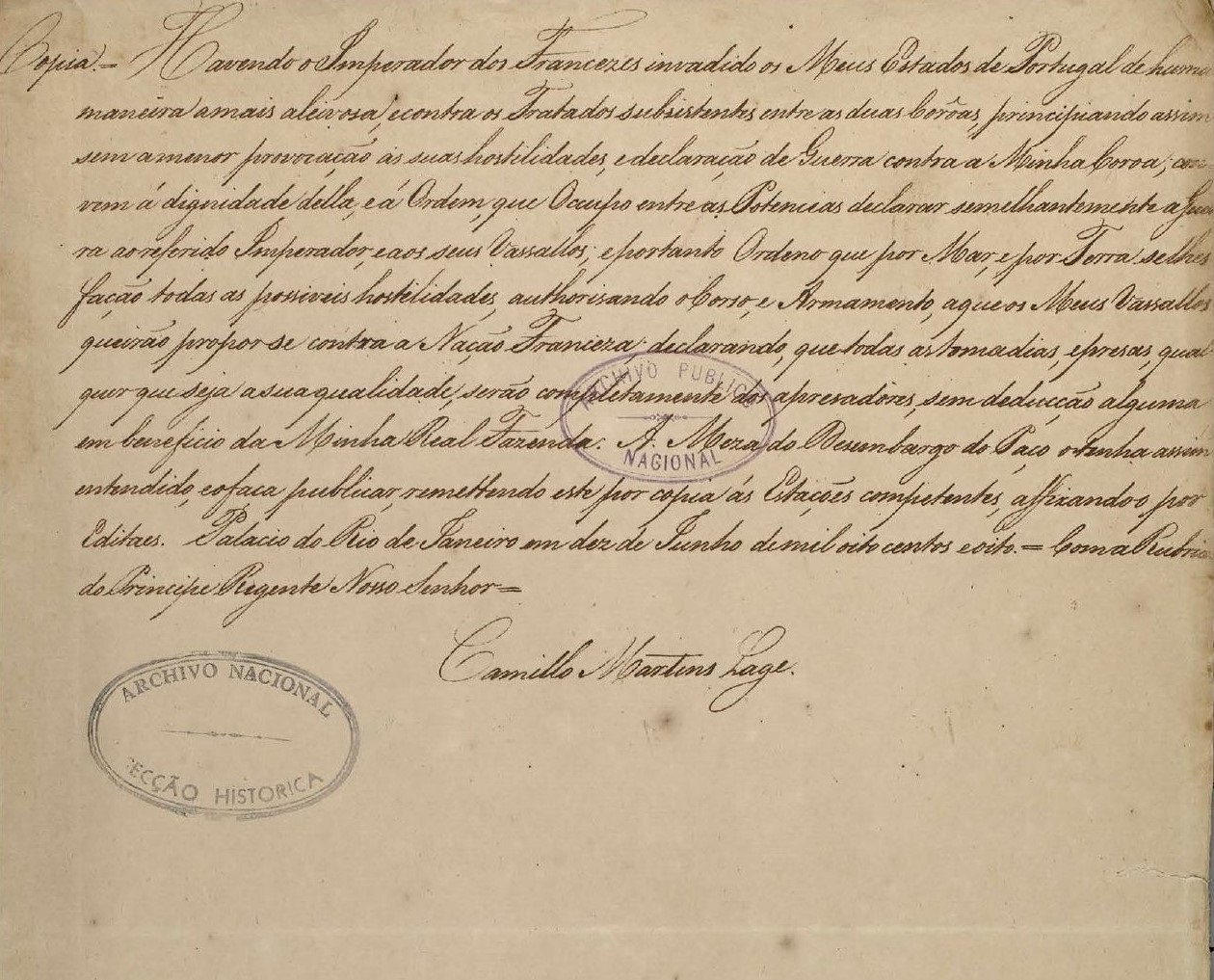
Declaração de guerra feita por D. João a Napoleão Bonaparte e todos os seus vassalos, 1808. Arquivo Nacional.

As forças que partiram de Alcântara dirigiram-se para Castelo Branco e daí para Abrantes onde foram chegando entre 23 e 26 de Novembro. A marcha entre Alcântara e Abrantes foi a mais difícil por todas as dificuldades já apontadas. "Todas as peças de artilharia excepto quatro peças espanholas de artilharia a cavalo ficaram pelo caminho; a cavalaria estava praticamente desmontada. Metade da infantaria encontrava-se fora da estrada a saquear ou a descansar, mortos de cansaço, nas poucas e pobres aldeias por onde passavam". Não havia uma força portuguesa para se opor aos Franceses mas, pelo contrário, uma representação diplomática com a intenção de fazer demorar o avanço para Lisboa.
Não teve sucesso a missão diplomática pois Junot seguiu de imediato para Lisboa com algumas tropas reunidas apressadamente, não mais de 1 500 homens. Entrou na capital portuguesa no dia 30 de Novembro de manhã e ainda terá avistado os navios que transportavam a família real para o Brasil. Nos dias seguintes chegaram as restantes forças, ou o que restava delas, e três semanas mais tarde Junot apenas contava com 10 000 dos 25 000 homens que tinham saído de Bayonne. A travessia das regiões mais montanhosas da Beira, a chuva torrencial, a escassez de alimentos e as estradas muito más obrigaram muitos militares e material a ficar pelo caminho.
Após a sua chegada Junot publicou uma proclamação em que se declarava protector do reino contra os ingleses. Em seguida deu ordem para que fossem presos os súbditos britânicos que ainda residiam em Portugal e os seus bens foram confiscados. Foram também confiscados os bens das pessoas que tinham acompanhado o Príncipe Regente para o Brasil. Entretanto, os oficiais franceses alojaram-se nas casas particulares mais ricas. Junot ficou alojado no palácio do Barão de Quintela; Delaborde, na casa de António de Araújo. Os soldados ficaram aquartelados no Castelo de S. Jorge e nos conventos de S. Francisco, de Jesus, etc.
O ex-cônsul François-Antoine Herman foi nomeado comissário geral junto à regência e assumiu o controlo das finanças portuguesas. Rapidamente começaram as requisições de mantimentos, roupas e toda a espécie de bens necessários à reorganização e manutenção do exército ocupante. Rapidamente também se passou das requisições à rapina para satisfazer não as necessidades oficiais mas a cobiça do ocupante. Quando Napoleão ordenou um tributo de 100 milhões de francos, verificou-se a impossibilidade de cumprir o exigido em moeda pois a quase paralisação da economia levou ao esgotamento dos recursos económicos do País e a miséria avolumava-se com as exigências para sustento do exército ocupante e com a subida em flecha dos preços. Junot mandou então entregar na Casa da Moeda todo o ouro e prata das igrejas e confrarias de Lisboa e arredores.

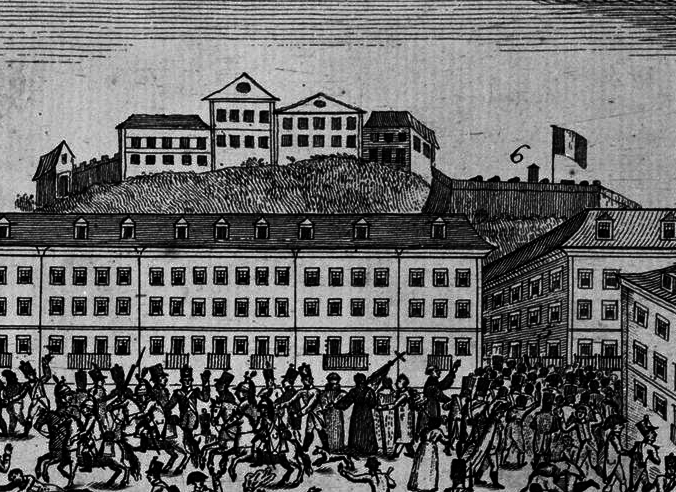
Vista do Castelo de São Jorge a partir do Rossio em 1808, com a bandeira francesa hasteada.

As medidas tomadas por Junot faziam crescer o sentimento nacional contra os Franceses. No dia 13 de Dezembro de 1807, Junot, acompanhado pelo seu estado-maior, passou revista às tropas formadas no Rossio. Em seguida, no castelo de S. Jorge, a bandeira portuguesa foi substituída pela bandeira francesa. A população reagiu violentamente e foi necessária a intervenção armada para pôr fim ao tumulto. Este foi um incidente entre muitos que afrontaram a consciência portuguesa. No dia 1 de Fevereiro de 1808, Junot extinguiu o Conselho de Regência e substituiu-o por um conselho militar a que ele próprio presidia. Uma proclamação anunciou a destituição da Casa Real de Bragança. Nos actos públicos, o nome do Príncipe Regente foi substituído pelo nome do imperador e as armas portuguesas pelas armas de França.
Por ordem de Napoleão o Exército Português foi disperso. Das unidades de linha licenciaram-se parte das tropas, reformaram-se muitos oficiais já idosos e formou-se uma força que ficou conhecida como Leal Legião Lusitana, com cerca de 9 000 homens, que foi enviada para fora do País, para se integrar no exército de Napoleão. Comandava esta força o marquês de Alorna, D. Pedro José de Almeida Portugal e entre os seus oficiais encontravam-se Gomes Freire de Andrade e Cândido José Xavier. Por decreto de 11 de Janeiro de 1808 são dissolvidas as milícias portuguesas. As armas são confiscadas e a maior parte destruída. As forças militares existentes em Portugal passaram a ser quase só francesas e espanholas.

## Insurreição
O descontentamento da população portuguesa perante a actuação das forças ocupantes transformou-se rapidamente em ódio aos franceses. De uma atitude de quase apatia geral passou-se à insurreição geral e o elemento catalisador foi a revolta em Espanha. Esta teve a primeira manifestação violenta em Madrid, a 2 de Maio de 1808, duramente reprimida, e rapidamente se espalhou por todo o território espanhol. Dias depois, a 5 e 6 de Maio ocorrem as Abdicações de Baiona, primeiro de Carlos IV de Espanha e ato seguido, do seu filho, a favor dos franceses. Para o país vizinho começava a Guerra de la Independencia Española (também apelidada de Guerra do Francês na Catalunha), que não demorou a influenciar o estado de espírito das forças espanholas que tinham participado na invasão de Portugal.
A situação em Portugal, apesar de as manifestações contra os franceses serem pouco significativas e facilmente controladas, era nitidamente de descontentamento. Já no dia 1 de Fevereiro, data da tomada de posse do conselho de governo presidido por Junot, a população de Lisboa não se associou, contrariamente ao que costumava suceder em actos solenes, com a utilização das luminárias utilizadas em dia de festa. A calma que se fazia sentir não significava de forma nenhuma concordância com a situação.
A situação em Espanha torna-se cada vez mais grave e Junot recebe ordens para colaborar com as forças francesas que se encontram naquele país. Recorrendo às cláusulas do Tratado de Fontainebleau e com o pretexto de reforçar as forças de Junot em Portugal, Napoleão fez entrar em Espanha sucessivos corpos militares: sob o comando do general Dupond entraram 25 000 homens que ocuparam Burgos e Valladolid; o marechal Moncey ocupou com as suas forças Navarra e Biscaia; o general Duchesne ocupa a Catalunha e Valência; os 30 000 homens do marechal Bessières ocupam Pamplona, San Sebastian e Figueras. Todas estas forças encontravam-se sob o comando do general Murat que ordenou a violenta repressão em Madrid.
A 30 de Maio, a insurreição espanhola tinha alcançado a Galiza. Murat pede a Junot que envie 6 000 homens em auxílio do general Dupond na Andaluzia mas aquele apenas enviou 2 500 homens e começou a colocar as suas tropas com os seguintes objectivos:
- procurar isolar o movimento insurreccional em Espanha recorrendo ao sentimento antiespanhol fazendo crer que o objectivo dos nossos vizinhos era tirar-nos a independência;[8]
- assegurar as linhas de comunicações através da fronteira espanhola;
- prevenir a possibilidade de um desembarque de forças britânicas.

Para garantir estes três objectivos, enviou Kellermann com 2 000 homens para Elvas, guarneceu também as praças de Almeida, Tomar e Abrantes e colocou ou reforçou guarnições francesas nos pontos da costa onde considerou ser mais provável um desembarque. Junot começou assim a dispersar as suas forças pelo País.
Tendo aderido à insurreição, os generais espanhóis dispuseram-se a abandonar Portugal. A retirada começou pelas forças do Alentejo e daí o envio de Kellermann para Elvas que não consegue impedi-las de passarem para Espanha. O general espanhol D. Domingo Balestá, sucessor do recém falecido general Taranco como comandante das forças de ocupação do Porto, segue para norte onde se junta a outras forças espanholas por ordem da Junta da Galiza. Através de uma armadilha, Junot consegue desarmar e aprisionar em embarcações as forças do general Caraffa que se encontravam na guarnição de Lisboa. Para além da dispersão das forças, Junot via agora os seus efectivos significativamente reduzidos.
No Porto, antes de partir para a Galiza, a 6 de Junho, as forças comandadas pelo general espanhol Domingo Belestá aprisionaram o general francês François-Jean-Baptiste de Quesnel, que governava a região em nome de Junot, e todos os franceses que aí se encontravam, e incitou as autoridades civis e militares e as principais individualidades da cidade a proclamarem a sua independência. Foi aclamado o Príncipe Regente e foi içada a bandeira nacional mas, após a saída das forças espanholas, com receio das represálias francesas, voltaram à situação anterior. Em Braga, onde também tinha surgido um movimento insurreccional, tomaram a mesma atitude.

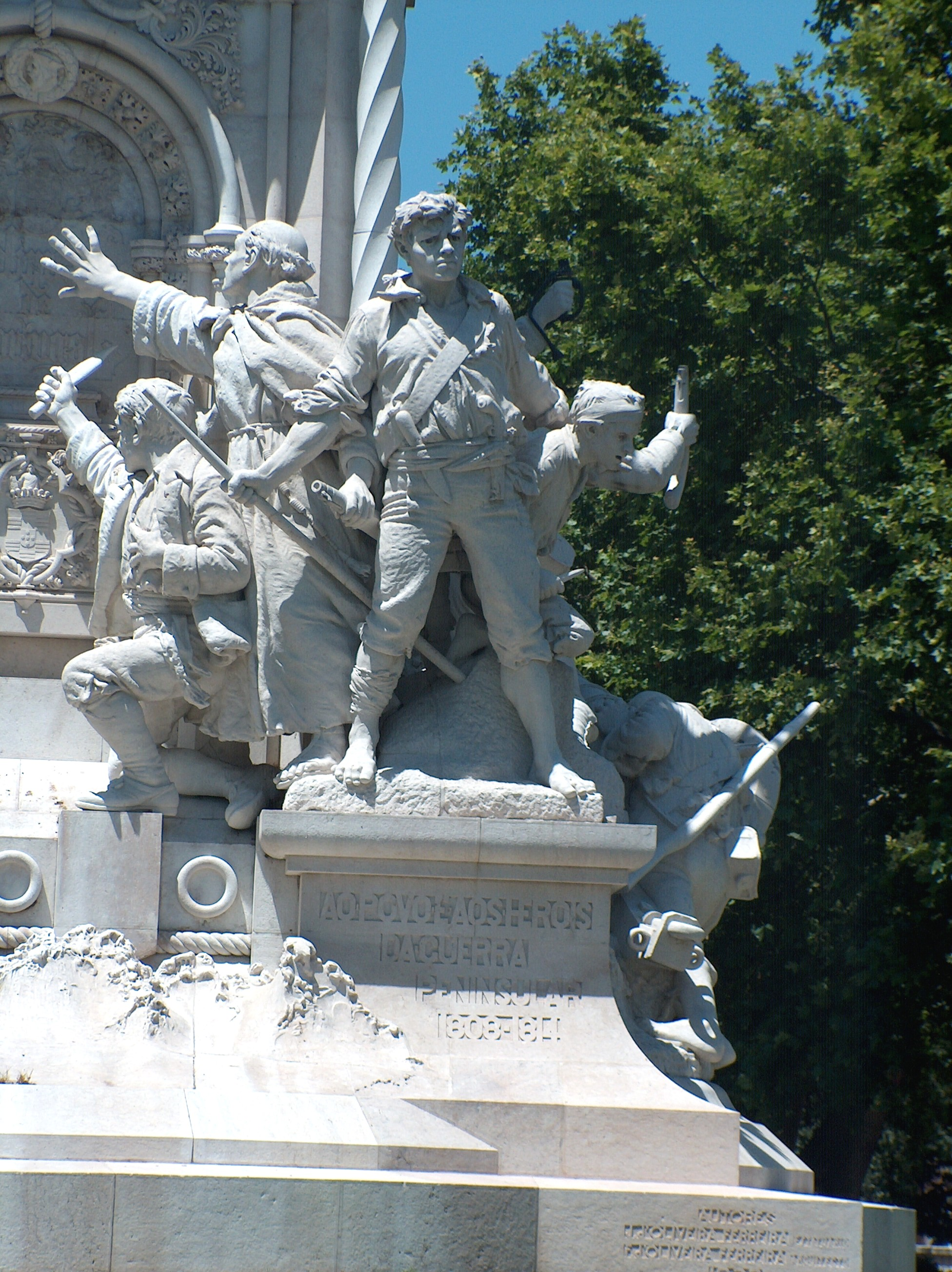
Pormenor do monumento aos Heróis da Guerra Peninsular, Lisboa.

Entretanto as notícias do levantamento no Porto chegaram a Trás-os-Montes. Em Bragança, no dia 11 de Junho, o antigo governador de armas da província, general Manuel Jorge Gomes de Sepúlveda, fez aclamar o Príncipe Regente, convocou os transmontanos às fileiras conseguindo levantar alguns regimentos de milícias e estabeleceu uma junta governativa. Em breve toda a província de Trás-os-Montes aderia a este movimento que chegou a Viana, Guimarães, Caminha e Porto onde, a 18 de Junho, a população se amotinou novamente dando origem à criação da Junta Provisional do Supremo Governo do Reino, presidida pelo bispo do Porto D. António José de Castro, e da qual faziam parte representantes da Igreja, do povo, da magistratura e do exército.
A insurreição começou a alastrar para sul do Douro. Viseu, Lamego, Guarda, Castelo Branco, Aveiro e Coimbra aderiram ao movimento. Nesta última cidade o Príncipe Regente foi aclamado no dia 23 de Junho e foi constituído um governo civil presidido pelo vice-reitor da Universidade, Manuel Pais de Aragão Trigoso, e indicado para governador de armas o General Bernardim Freire de Andrade; procedeu-se à organização de forças com o material dos regimentos que tinham sido dissolvidos e que ainda foi possível recuperar; a Universidade ajudou a resolver o problema do fabrico de pólvora e munições com o seu laboratório e estudantes e professores formaram um corpo militar.
Os insurrectos de Coimbra organizaram duas colunas que se dirigiram, uma à Figueira da Foz, a outra a Leiria. A primeira, comandada por Bernardo António Zagalo, saiu de Coimbra no dia 25 de Junho, seguiu por Tentúgal e Montemor-o-Velho e chegou à Figueira da Foz com mais 3 000 homens que foi incorporando pelo caminho. Ali cercaram o Forte de Santa Catarina (a norte da foz do Mondego) que estava ocupado por uma guarnição francesa que se rendeu e entregaram-no a uma guarnição britânica desembarcada da esquadra inglesa que se encontrava ao largo. O entusiasmo dos primeiros sucessos desta força levaram à formação do Batalhão Académico.
A insurreição continuava a avançar e as guarnições francesas, onde existiam, retiravam rapidamente para não caírem nas mãos da população. Revoltaram-se Ega, Soure, Condeixa, Pombal e Leiria, onde tinha chegado uma força de Coimbra, esta a 30 de Junho. Daí partiram em socorro da Nazaré onde expulsaram os franceses bem como de outros fortes próximos. Em Tomar o Príncipe Regente foi aclamado a 2 de Julho. Lisboa estava cada vez mais próxima mas nas localidades em seu redor os franceses tinham maior capacidade de intervenção e era mais difícil acompanhar a acção do resto do país.
A sul do Tejo, Olhão sublevou-se em primeiro lugar, a 16 de Junho. Os revoltosos passaram de Olhão a Faro e, no dia 19 de Junho, os franceses aí existentes foram presos. Foi nomeada uma junta governativa que tratou rapidamente de organizar tropas e melhorar algumas fortificações da região e entrou em contacto com as povoações vizinhas de Espanha que se tinham rebelado. Ayamonte forneceu algum armamento.
No Alentejo, as numerosas forças francesas presentes, intimidaram durante mais tempo as populações. Kellermann estava agora presente com cerca de 6 000 homens além de outros pequenos contingentes espalhados em várias povoações. Apesar disso, no dia 19 de Junho, o movimento eclodiu em Vila Viçosa. Beja imitou-a a 24 mas, após as violências cometidas pela população sobre os que considerava ao lado dos franceses veio a violência da repressão francesa.
A rebelião estendeu-se ao Marvão e Campo Maior. Aqui foi criada uma junta particularmente activa que entrou em contacto com os espanhóis de quem recebeu ajuda em armamento e tropas sob o comando de D. Nicolau Moreno de Monroy. Tratou-se imediatamente da reparação das muralhas e da reorganização dos Regimento de Infantaria 20 e Regimento de Infantaria 5, ambos de Campo Maior e criou-se um corpo de cavalaria denominado Hussares de Campo Maior que chegou a dispor de 260 cavalos. Com o apoio dos espanhóis, Campo Maior conseguiu arrastar consigo Castelo de Vide, Portalegre, Crato, Arraiolos, Borba, Estremoz e muitas outras povoações. A junta de Estremoz reorganizou os extintos Regimentos de Infantaria 13 e 15 além de outras unidades. Beja revoltou-se de novo apesar da chacina de que tinha sido alvo por parte dos franceses. Por fim, com apoio das juntas de Sevilha e de Badajoz e com o apoio do general Francisco de Paula Leite de Sousa sublevou-se Évora.
Várias unidades que tinham sido dispersas por Junot foram reactivadas à base da população local e de armamento que se ia recuperando ou recebendo em ajuda de Espanha. Mas os exércitos não se improvisam e esses corpos armados mais não eram que agrupamentos de população armada, sem dúvida nenhuma pronta a sacrificar-se mas sem experiência de combate e pouco disciplinadas. Era igualmente difícil encontrar oficiais com experiência para tentar melhorar esta situação. Muitas vezes eram as próprias juntas que não tinham em conta a necessidade de união e unidade de direcção e com isto perderam-se alguns esforços. A Junta do Supremo Governo do Reino, no Porto, acabou, no entanto, por ser aceite pela generalidade das outras juntas como representativa do poder político em Portugal.
É aliás a junta do Porto que toma as principais providências para obter os recursos e os apoios exteriores necessários à expulsão dos franceses. Bernardim Freire de Andrade foi encarregue de reunir e organizar as tropas. As milícias foram convocadas e formaram-se novos regimentos. Até os eclesiásticos formaram um corpo de voluntários. Mas o problema não era apenas de efectivos. Era necessário encontrar recursos materiais e financeiros que permitissem manter a situação e desenvolver a luta contra os franceses. Para além do auxílio que nos chegou de Espanha, foi enviada uma delegação ao Reino Unido de onde se conseguiu ajuda em víveres, armas e munições, um empréstimo de 3 milhões de cruzados e a garantia da colaboração de tropas britânicas.
As notícias da insurreição em Portugal chegaram ao Rio de Janeiro através de pescadores daquela povoação que, no Caíque Bom Sucesso, saíram de Olhão a 7 de Julho e conseguiram ali chegar no dia 22 de Setembro. Em recompensa, o lugar de Olhão passou a designar-se, de acordo com o Alvará Régio de 15 de Novembro de 1808, Vila de Olhão da Restauração.

## Repressão
Ao tomar conhecimento da rebelião no norte do País e porque ali existiam poucas tropas francesas, Junot enviou uma ordem a Loison, que se encontrava em Almeida, para marchar sobre o Porto e pôr fim à rebelião. No dia 17 de Junho, Loison partiu de Almeida à frente de um corpo de tropas com um efectivo 1 800 homens, em direcção ao Porto. Chegaram a Lamego no dia 19 de Junho, a 21 passaram para norte do Douro e dirigiram-se para Mesão Frio. Nas regiões montanhosas, as forças organizadas pelo general Silveira acompanhadas de numerosos populares prontos a castigar o invasor infligiram-lhe baixas consideráveis, de tal forma que com o combate de Padrões de Teixeira decide voltar para trás. De regresso a Almeida, começou por saquear a Régua e dirigiu-se depois para Lamego, Viseu e Celorico. Em Castro Daire, entre Lamego e Viseu, uma tentativa de resistência da população portuguesa foi duramente reprimida causando cerca de 400 mortos e feridos.
Quando a revolta atingiu o Alentejo a repressão assumiu igualmente um carácter muito violento. Uma coluna francesa comandada pelo general Avril dispersou os revoltosos de Vila Viçosa com uma carga de baioneta. Em Beja, o coronel Jean-Pierre Maransin com 950 homens esmagou a revolta atirando sobre a população o que provocou mais de 1 000 mortes e incendiando parte da cidade. As acções de repressão eram cada vez mais duras mas a insurreição não parava e só em Lisboa e arredores havia ainda alguma contenção. Junot, que tinha as suas forças diminuídas pela partida dos espanhóis e pelo auxílio enviado para Espanha, decidiu então concentrar as suas unidades na região de Lisboa deixando apenas algumas guarnições em pontos considerados essenciais para controlar as vias de comunicações e vigiar os possíveis locais de desembarque. Almeida ficou com 1 200 homens depois de Loison partir em direcção a Lisboa. Ao chegar a Santarém ficaram sob seu comando as tropas que para aí se dirigiam sob comando de Kellermann, Thomières e Brenier. Foram colocadas tropas em Peniche, em Óbidos e em Abrantes. Este movimento em direcção a Lisboa ficou marcado, por um lado com a flagelação das forças francesas por parte das populações insurrectas, por outro por uma repressão selvagem que atingia principalmente os mais indefesos.

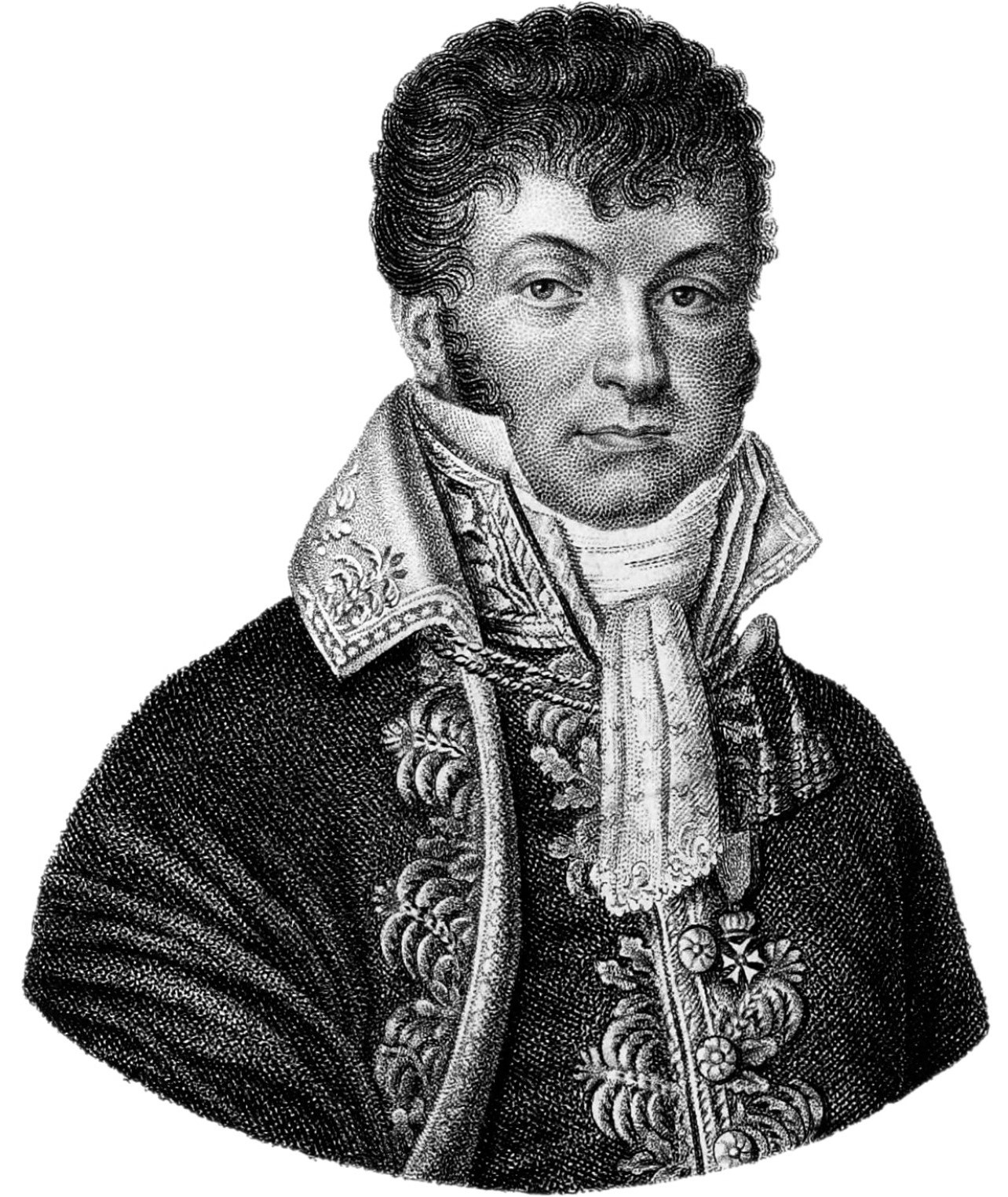
Général Louis Henri Loison.

A divisão do general Margaron, com cerca de 4 000 homens, foi enviada para Leiria que ocupou no dia 5 de Julho após eliminar a resistência oferecida pelos seus habitantes, mal armados, e muitos morreram em consequência do saque e do massacre que se seguiu. No mínimo, morreram cerca de 900 Portugueses. Tomar foi poupada ao saque porque pagou uma pesada contribuição. Apesar destes actos de repressão, surgiu a insurreição em Alcobaça para onde Junot enviou Loison e Kellermann. Margaron juntou-se a estas forças e, segundo os relatórios franceses, no dia 10 de Julho derrotaram e puseram em fuga uma força de 15 000 Portugueses. Coimbra seria o próximo objectivo se não tivesse sido avistada ao largo, em direcção a Lisboa, uma numerosa esquadra britânica. Por outro lado, corriam boatos - e disso não passavam - que uma força portuguesa e espanhola se dirigia para Sul e, perante esta nova situação, as forças francesas voltaram a Lisboa após deixarem uma brigada na região de Peniche, Óbidos e Caldas da Rainha. No entanto, o receado desembarque britânico não se verificou.
Uma das preocupações de Junot era não perder as suas linhas de comunicações com Espanha. Se tal acontecesse ficaria isolado, tanto para receber apoios como para uma eventual retirada. Quando Évora se revoltou essa ameaça ficou mais perto de se concretizar pois aquela cidade tinha a possibilidade de o fazer devido à sua posição geográfica e porque funcionou como polo aglutinador das forças insurrectas na região. Junot enviou Loison para retomar o controlo de Évora. Loison chegou a esta cidade a 29 de Julho e ali uma força com o efectivo de cerca de 3 000 homens de tropas regulares, dos quais metade eram espanhóis, sob comando do general Paula Leite, preparavam-se para defender a cidade. Além destas tropas que estavam mal armadas e mal preparadas, comandadas por um oficial que tinha servido quase exclusivamente na Armada e, portanto, não tinha experiência do combate terrestre, estavam presentes alguns milhares de populares dispostos a combater mas sem qualquer preparação e armados de forma improvisada e rudimentar. Os defensores foram derrotados, a cidade cruelmente saqueada, a população martirizada. A insurreição e a repressão de Évora foi das mais violentas da história das invasões francesas. O número de mortos terá ultrapassado os 2 000 (ver Combate de Évora).
No dia 1 de Agosto Loison marchou para Elvas que tinha sido cercada por forças portuguesas e espanholas. Dispersou essas forças e, no dia 3 de Agosto foi a vez de Estremoz enfrentar as atrocidades francesas. Entretanto, a praça de Almeida foi cercada por tropas portuguesas. Estas fortalezas eram da maior importância para a manutenção das linhas de comunicação dos franceses mas, perante um iminente desembarque britânico era necessário concentrar as forças disponíveis para enfrentá-los. Loison encaminhou-se para Lisboa por Abrantes e Tomar.

## Intervenção britânica
A insurreição em Portugal teve como catalisador a insurreição espanhola. Este movimento de insurreição foi essencial para o sucesso do desembarque britânico porque sem os acontecimentos que se verificaram em Espanha as forças francesas estacionadas naquele país teriam vindo em socorro de Junot. Mas Junot não recebeu ajuda das tropas francesas em Espanha. Antes pelo contrário, para lá tinha enviado cerca de 2 500 homens além dos efectivos espanhóis que o abandonaram e se juntaram à luta que permitiu o desembarque britânico em Portugal.
O desembarque não foi uma surpresa para os Franceses pois sabiam que os Britânicos procuravam uma oportunidade para intervirem e manterem uma plataforma de acesso ao resto da Europa. A insurreição em Espanha surgiu como uma oportunidade há muito esperada e já não havia necessidade de manter no SE das Ilhas Britânicas unidades preparadas para a sua defesa contra uma invasão francesa. Desde Trafalgar que a frota francesa não podia garantir nenhum domínio marítimo. Além disso, as reformas do Exército Britânico tinham-lhe dado maiores capacidades de intervenção.
Em Junho de 1808 existiam vários corpos de tropas britânicas que podiam ser utilizados numa expedição na Península Ibérica. O mais importante desses corpos estava a ser reunido no sul da Irlanda - uma força de cerca de 9 000 homens - com destino à América do Sul. A insurreição espanhola levou à decisão de empregar essas tropas na Península. Estavam disponíveis mais duas brigadas no sudeste inglês assim como vários regimentos sediados nas Ilhas Britânicas, cerca de 10 000 homens comandados por Sir John Moore na região do Báltico e as tropas do general Spencer que se encontravam ao largo de Gibraltar e Cadiz. Ao todo era possível reunir cerca de 40 000 homens. As forças em Cork, na Irlanda, estavam sob comando do tenente-general Sir Arthur Wellesley.

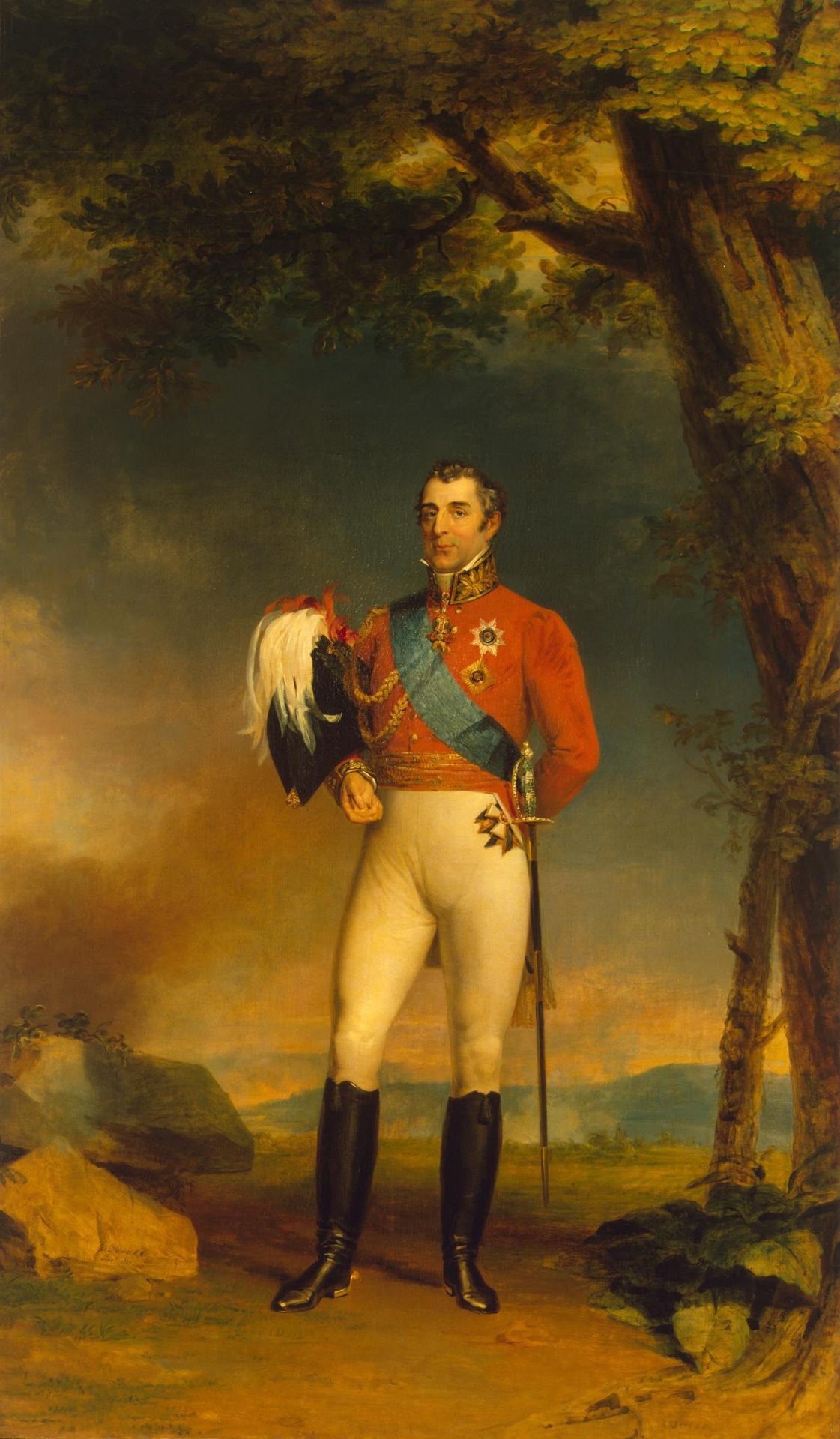
Arthur Wellesley, 1º Duque de Wellington (1 Maio 1769 – 14 Setembro 1852).

Wellesley era o mais moderno dos tenentes-generais britânicos e, assim, o comando das forças em Portugal iria ser entregue ao tenente-general Sir Hew Dalrymple, oficial mais antigo. O segundo comandante da força seria o tenente-general Sir Harry Burrard. O terceiro elemento em antiguidade era o tenente-general Sir John Moore que era então um dos oficiais mais conceituados do Exército Britânico. Wellesley assumiu o comando da expedição e partiu de Cork no dia 12 de Julho convencido que manteria esse comando até ao fim da missão. Só no dia 15 de Julho foi enviado o despacho através do qual teve conhecimento que o comando seria entregue a Sir Hew Dalrymple. Apesar de tudo, Wellesley só teve de entregar o comando da força expedicionária após a Batalha do Vimeiro.
Wellesley chegou à Corunha a 20 de Julho e aí entregou o armamento e dinheiro que tinha sido solicitado pelas juntas da Galiza e das Astúrias mas estas recusaram quaisquer forças auxiliares. Aí Wellesley recebeu a notícia da revolta no Porto e nas restantes regiões do norte de Portugal. Perante a recusa espanhola em receber as tropas britânicas, a revolta em Portugal era uma porta aberta para a expedição britânica e Wellesley dirigiu-se para a foz do Douro. Desembarcou e teve uma reunião com a Junta do Porto que pediu o fornecimento urgente de armamento e fardas, o que Wellesley satisfez em parte com o armamento que transportava para apoio da insurreição. Foi recomendado o desembarque na foz do Mondego pois era um local abrigado e o Forte de Santa Catarina estava já na mão de uma força britânica, agora com 300 homens.
Ficou também estabelecido que Bernardim Freire com os seus 5 000 homens se juntaria às forças britânicas enquanto outras forças que estivessem disponíveis poriam cerco a Almeida e vigiariam a fronteira ao longo do Douro contra um possível avanço do general Bessières que se encontrava em Castela. O bispo do Porto concordou também em enviar todas as montadas e mulas que conseguisse arranjar, para a cavalaria e para o comissariado.
O desembarque começou no dia 1 de Agosto na praia de Lavos, a sul da foz do rio Mondego, em condições difíceis pois, apesar das vantagens daquela posição, havia uma ondulação forte que fez com que se perdessem armas, equipamentos e até algumas vidas. No dia 5 chegou à foz do Mondego a esquadra com as forças do general Spencer. Ao todo, Wellesley dispunha de 12 626 homens de infantaria, 394 de cavalaria, 471 de artilharia e 45 do estado-maior. O seu corpo de cavalaria apenas dispunha de 180 cavalos mas foi possível manter uma força montada de 240 homens quando receberam mais cavalos por ordem do bispo do Porto.
Wellesley passou os primeiros dias desde o seu desembarque em Lavos a organizar o comissariado do seu exército. Resolveu depois avançar em direcção a Lisboa por uma estrada perto da costa que passava por Alcobaça, Óbidos e Torres Vedras. A escolha do itinerário teve em atenção dois factores: em primeiro lugar devia manter-se em contacto com a frota para obter géneros alimentares que eram difíceis de adquirir em Portugal; em segundo lugar, esperava receber reforços do Reino Unido nos próximos dias. As brigadas dos generais Acland e Anstruther deveriam chegar em breve e, estimando os efectivos franceses superiores aos seus, entendeu ser necessário receber esses reforços antes de travar batalha.
No dia 7 de Agosto, Wellesley foi até Montemor-o-Velho com a finalidade de se encontrar com Bernardim Freire a quem entregou 5 000 mosquetes. Pretendeu juntar ao seu corpo expedicionário aquelas forças portuguesas mas Bernardim Freire pretendia marchar para Lisboa por Leiria e Santarém. Em Leiria, a 10 de Agosto, encontraram-se as forças britânicas e as portuguesas mas Wellesley e Bernardim Freire não chegaram a um acordo e seguiram itinerários diferentes. Antes de partirem, juntaram-se ao corpo expedicionário britânico algumas forças portuguesas: 260 de cavalaria, um batalhão de caçadores e 1 514 homens de três regimentos de infantaria de linha, ao todo cerca de 2 300 homens.
Wellesley iniciou então o movimento para Lisboa e entrou em Alcobaça a 14 de Agosto. Aí tomou conhecimento que uma força sob o comando de Delaborde se encontrava no seu caminho, perto de Óbidos. Tratava-se uma divisão fraca (cerca de 5 000 homens) enviada por Junot no dia 6 de Agosto para vigiar e, se possível, deter o avanço da força de Wellesley, ou seja, ganhar tempo para Junot concentrar o seu exército para enfrentar o corpo expedicionário britânico. Foi dada a indicação a Delaborde que Loison, vindo do lado de Tomar e Santarém, iria juntar-se a ele logo que possível. Wellesley encontrou a Divisão Delaborde a sul de Óbidos tendo sido travado o Combate da Roliça no dia 17 de Agosto. Em consequência desta batalha, Delaborde foi obrigado a retirar em direcção a Torres Vedras sem que Loison tivesse aparecido.
Após o combate da Roliça, Wellesley dirigiu-se para os terrenos que circundavam Porto Novo, na foz do rio Maceira (ou rio Alcabrichel), perto do Vimeiro, e dispôs as suas forças por forma a proteger o desembarque das brigadas de Acland e Anstruther. Wellesley ocupou as posições do Vimeiro enquanto a brigada de Anstruther desembarcava no dia 19. No dia 20 iniciou-se o desembarque da brigada de Acland mas o mau tempo e a escassez de embarcações tornou a operação muito demorada e cerca de um terço das forças ainda se encontravam a bordo na manhã do dia 21.
Junot deixou Lisboa, na noite de 15 de Agosto, com o objectivo de localizar e enfrentar o exército de Wellesley. Seguiu por Vila Franca e Cercal onde se reuniu com as forças de Loison. No dia 18 marcharam para Torres Vedras e tiveram a notícia da retirada de Delaborde que se encontrava já em Montachique. No dia 19 todas estas forças encontravam-se em Torres Vedras. Não sabendo qual o itinerário que Wellesley iria seguir para Lisboa decidiu ir ao seu encontro para forçar a batalha. No dia 20 à noite partiu ao encontro do exército inimigo e no dia seguinte de manhã travou-se a Batalha do Vimeiro que resultou numa vitória para as forças britânicas e portuguesas. Os 13 500 franceses presentes no campo de batalha não foram suficientes para vencer os mais de 18 000 britânicos e portugueses que ocupavam a posição do Vimeiro.
Após a derrota da batalha do Vimeiro e depois de ouvir os restantes comandantes do seu exército, Junot decidiu que não tinha condições para voltar a enfrentar o exército de Wellesley. Foi então enviado o general Kellermann para negociar um armistício, já com o general Dalrymple que tinha desembarcado após a batalha do Vimeiro. Como resultado das negociações que se seguiram foi assinada a polémica Convenção de Sintra ao abrigo da qual as tropas francesas abandonaram Portugal durante o mês de Setembro e início de Outubro de 1808. Terminava a primeira invasão francesa.

## Consequências

### Transferência da corte portuguesa para o Brasil

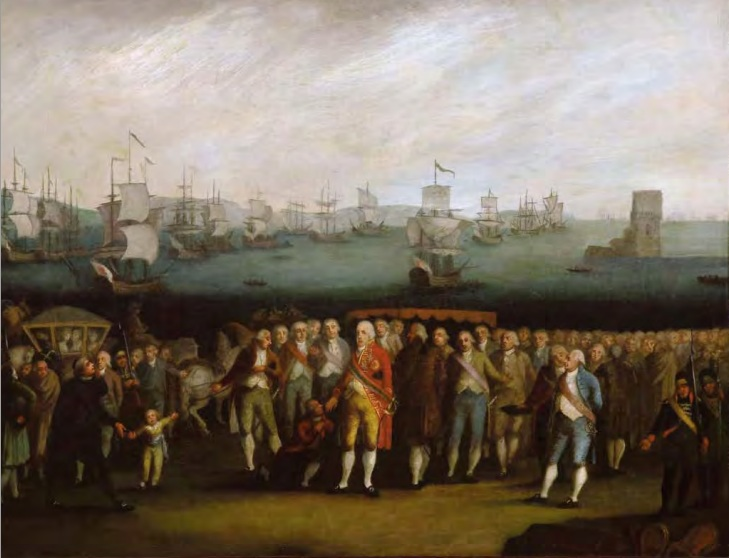
Embarque da família real portuguesa no cais de Belém, em 27 de novembro de 1807.

Apenas no dia 23 de novembro de 1807, o príncipe regente D. João VI, é notificado de que, batalhões do exército franco - espanhol, já estão em território português. A notícia tardia, fez com que os preparativos para transferência fossem adiantados, porém o assunto já estava sendo discutido desde o mês de Outubro do mesmo ano, em uma Convenção Secreta com os britânicos.
Depois de 6 dias, D. João autoriza que as naus, lideradas pela Marinha Real Britânica, partam do Porto de Lisboa, em direção à Bahia, no Brasil. Apenas um dia depois, no dia 30 de novembro, o general Junot, invade a cidade de Lisboa com cerca de 26 mil homens, que rendem a cavalaria portuguesa, o primeiro ato de Junot é destituir o Conselho de Regência nomeado poucos dias antes da partida do príncipe.

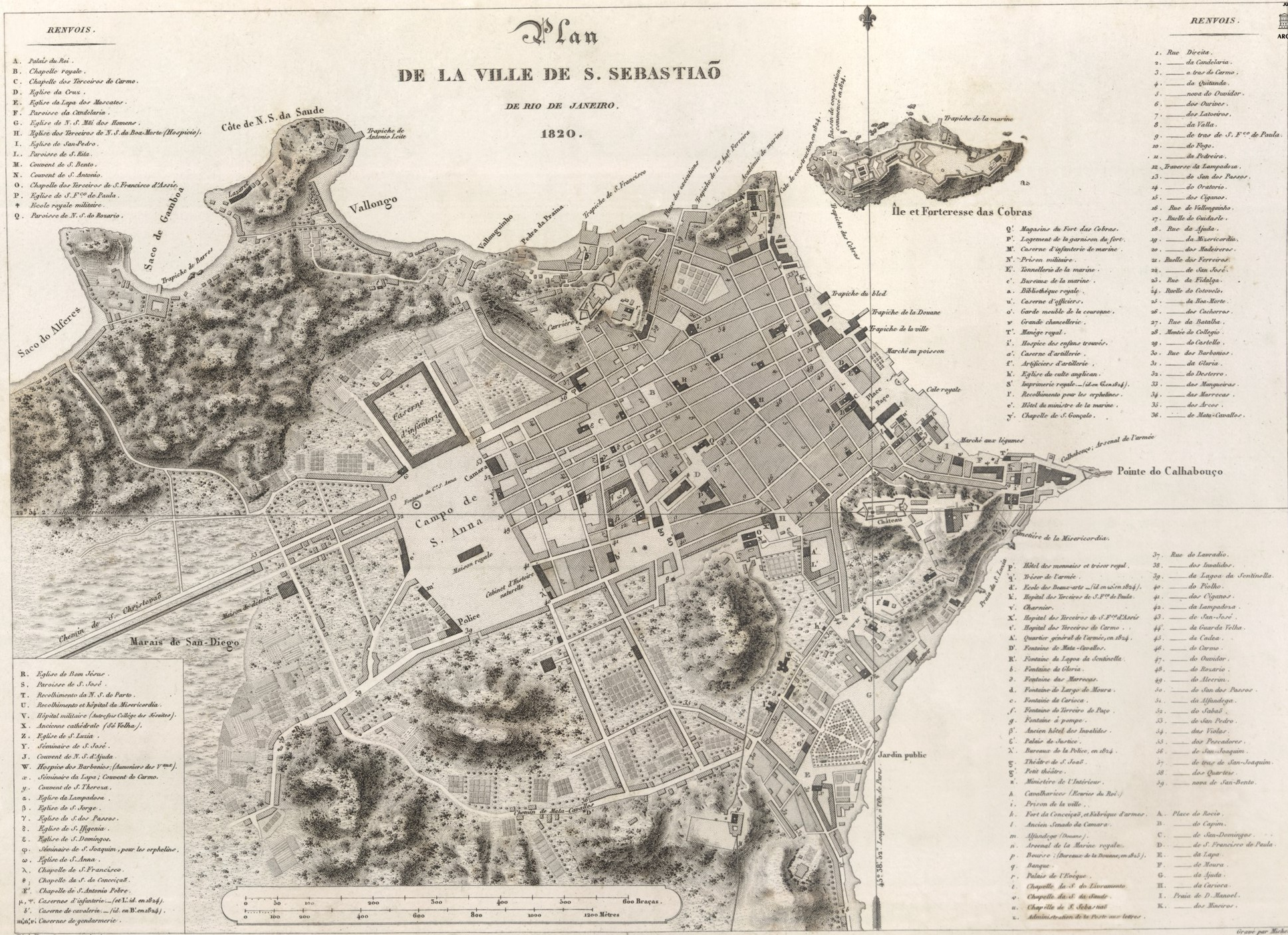
Mapa da cidade do Rio de Janeiro em 1820.

No dia 8 de março de 1808, a família real portuguesa, chega na cidade do Rio de Janeiro, que agora deixaria de ser uma capital colonial, para ser a primeira capital de um Império europeu fora da Europa. A chegada da corte mudou completamente as estruturas sociais, econômicas e políticas do Brasil, mudanças essas que duram até hoje.